# Eupelmus pedatorius
Eupelmus pedatorius is een vliesvleugelig insect uit de familie Eupelmidae. De wetenschappelijke naam is voor het eerst geldig gepubliceerd in 1939 door Ferrière.